# 羅特湖 (奧格斯堡縣)
48°23′48″N 10°36′50″E / 48.396756°N 10.613823°E

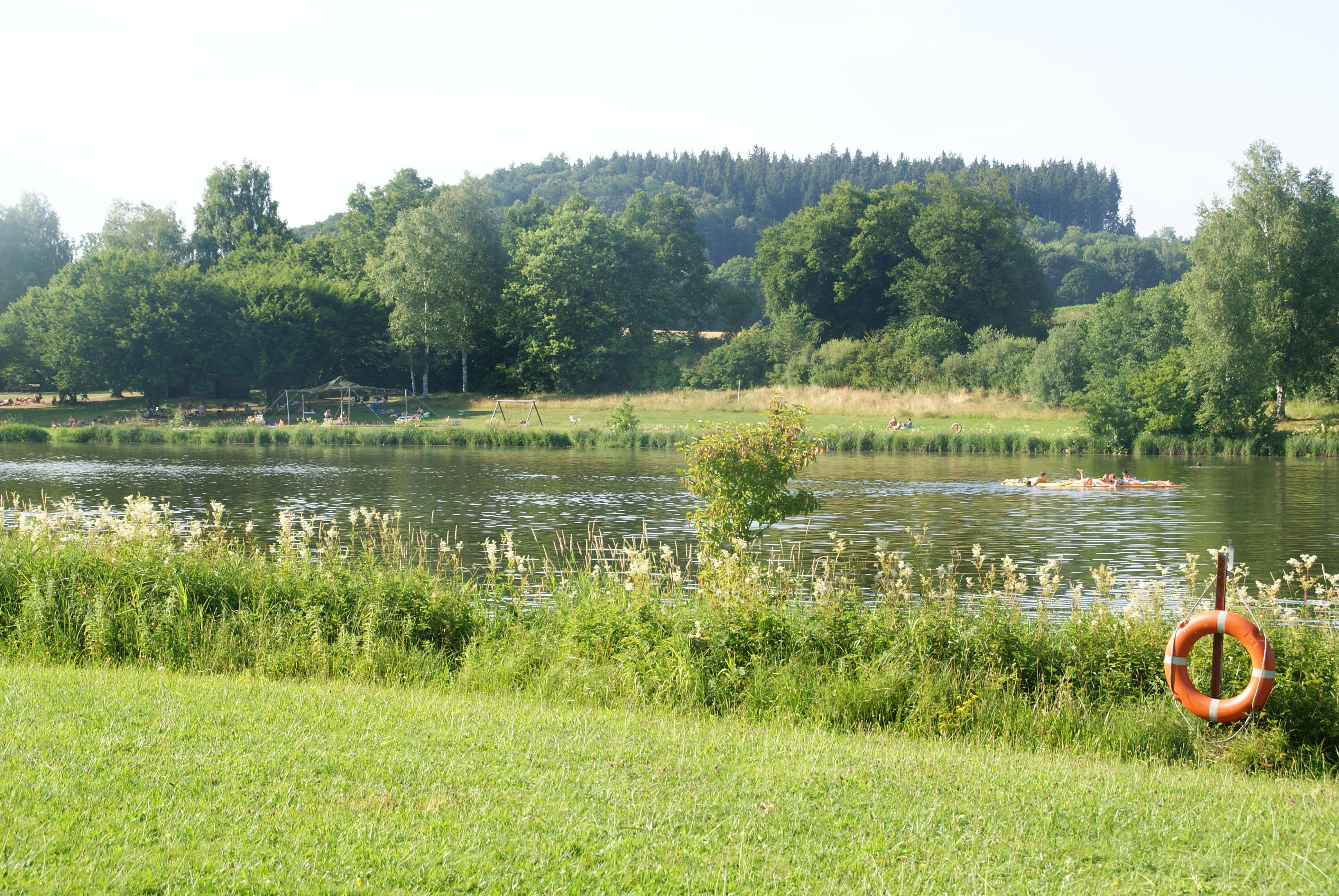

羅特湖（德語：Rothsee），是德國的水庫，位於該國東南部，由巴伐利亞州負責管轄，處於奧格斯堡縣，距離奥格斯堡以西20公里，長0.9公里、寬0.1公里，面積0.11平方公里，水體容量13萬立方米。